# Џозеф Гордон Левит
Џозеф Гордон Левит (енгл. Joseph Gordon-Levitt; рођен 17. фебруара 1981. у Лос Анђелесу) амерички је глумац, редитељ, сценариста и продуцент.
Прву већу улогу играо је у Ен-Би-Си-јевој серији Мрачне сенке када му је било 10 година, мада је и пре тога наступио у неколико реклама и ТВ филмова. Након отказивања серије после једне емитоване сезоне, Гордон-Левит је добио прву филмску улогу у драми Река успомена из 1992. Широј публици постао је познат као Камерон Џејмс у тинејџерској комедији 10 ствари које мрзим код тебе (1999) и Томи Соломон у серији Трећи камен од Сунца (1996–2001). По завршетку снимања серије похађао је Универзитет Коламбија, али је напустио студије 2004. године како би се поново посветио глуми. Овај део његове каријере обележиле су улоге у бројним филмовима независне продукције, попут драма Непозната кожа (2004), Цигла (2005) и Кратко сећање (2007), добро прихваћених од стране критичара.
Године 2009. наступио је уз Зои Дешанел у романтичној комедији 500 дана љубави, која му је донела номинацију за Златни глобус у категорији "Најбоља главна мушка улога у играном филму (мјузикл или комедија)". За исту награду поново је био номинован две године касније за улогу у филму 50/50. Године 2010. наступио је у научнофантастичном филму Почетак Кристофера Нолана, који му је потом поверио улогу Џона Блејка у свом наредном филму Успон Мрачног витеза. Током 2012. такође се појавио у филмовима Хитна испорука, Убица из будућности и Линколн, а наредна године премијерно је приказан његов редитељски првенац Дон Џон, у коме је играо насловну улогу. Током 2015. и 2016. играо је главне улоге у биографским драмама Пут до славе Роберта Земекиса и Сноуден Оливера Стоуна.
Гордон Левит је такође оснивач и власник продукцијске компаније ХитРикорд за коју је током 2010. режирао два кратка филма, а од 2014. године води емисију ХитРикорд на ТВ-у.

## Филмографија
| Улоге на филму      |                                  |               |                             | |
| Година              | Српски назив                     | Изворни назив | Улога                       | Напомена |
| 1992.               | Бетовен                          |               | ученик бр. 1                | |
| 1992.               | Река успомена                    |               | Норман као дечак            | |
| 1994.               | Свети брак                       |               | Зик                         | |
| 1994.               | Пустињски цвет                   |               | Рич Лиролан                 | |
| 1994.               | Анђели на терену                 |               | Роџер Боман                 | номинација - Награда Сатурн за најбољег младог глумца/глумицу |
| 1996.               | Поротник                         |               | Оливер Лерд                 | |
| 1998.               | Слатка Џејн                      |               | Тони                        | |
| 1998.               | Ноћ вештица: 20 година касније   |               | Џејмс Хауел                 | |
| 1999.               | 10 ствари које мрзим код тебе    |               | Камерон Џејмс               | |
| 2000.               | Скупљање делића                  |               | Флако                       | |
| 2000.               | Заувек Лулу                      |               | Мартин Елсворт              | |
| 2001.               | Маничан                          |               | Лајл Џенсен                 | |
| 2002.               | Планета са благом                |               | Џим Хокинс                  | глас |
| 2003.               | Последњи дани                    |               | Пол Рајдер                  | |
| 2004.               | Непозната кожа                   |               | Нил Макормик                | |
| 2005.               | Цигла                            |               | Брендан Фрај                | |
| 2005.               | Пустош                           |               | Сем                         | |
| 2005.               | Боксер из сенке                  |               | др Дон                      | |
| 2007.               | Кратко сећање                    |               | Крис Прат                   | |
| 2008.               | Повратак на ратиште              |               | Томи Берџес                 | |
| 2008.               | Чудо у Санта Ани                 |               | Тим Бојл                    | |
| 2008.               | Браћа Блум                       |               | момак у бару                | камео |
| 2009.               | Смртоносни метак                 |               | Ричи Никс                   | |
| 2009.               | 500 дана љубави                  |               | Том Хенсен                  | номинација - Златни глобус за најбољег глумца у играном филму (мјузикл или комедија) номинација - Награда Спирит за најбољег глумца у главној улози                                                             |
| 2009.               | Несигурност                      |               | Боби                        | |
| 2009.               | Жене у невољи                    |               | Берт Родригез               | |
| 2009.               | Џи Ај Џо: Успон кобре            |               | Доктор/Рексфорд "Рекс" Луис | |
| 2010.               | Хешер                            |               | Хешер                       | |
| 2010.               | Морганов састанак са Дестини     |               | Морган М. Моргансен/Наратор | кратки филм; такође редитељ и монтажер |
| 2010.               | Електра Лукс                     |               | Берт Родригез               | |
| 2010.               | Морган и Дестини на 11. састанку |               | Морган М. Моргансен/Наратор | кратки филм; такође редитељ и монтажер |
| 2010.               | Почетак                          |               | Артур                       | номинација - Награда Сатурн за најбољу споредну мушку улогу (филм) номинација - МТВ филмска награда за најбољу тучу                                                                                             |
| 2011.               | 50/50                            |               | Адам Лернер                 | номинација - Златни глобус за најбољег глумца у играном филму (мјузикл или комедија) номинација - МТВ филмска награда за најбољу мушку улогу номинација - МТВ филмска награда за најбољи пољубац (са Елен Пејџ) |
| 2012.               | Успон Мрачног витеза             |               | Џон Блејк                   | номинација - Награда Сатурн за најбољу споредну мушку улогу (филм) |
| 2012.               | Хитна испорука                   |               | Вили                        | |
| 2012.               | Убица из будућности              |               | Џо                          | такође извршни продуцент номинација - Награда Сатурн за најбољег глумца (филм) |
| 2012.               | Линколн                          |               | Роберт Тод Линколн          | номинација - Награда Удружења филмских глумаца за најбољу филмску поставу |
| 2013.               | Дон Џон                          |               | Џон "Дон Џон" Мартело       | такође сценариста и редитељ номинација - МТВ филмска награда за најбољи пољубац (са Скарлет Џохансон) |
| 2014.               | Узлетање                         |               | Џиро Хорикоши               | глас; америчка синхронизација |
| 2014.               | Град греха: Убиства вредна       |               | Џони                        | |
| 2014.               | Интервју                         |               | глуми себе                  | камео |
| 2015.               | Пут до славе                     |               | Филип Пети                  | |
| 2015.               | Ноћ уочи Божића                  |               | Итан                        | |
| 2016.               | Сноуден                          |               | Едвард Сноуден              | |
| 2017.               | Ратови звезда: Последњи џедаји   |               | Слауен Ло (глас)            | камео |
| 2019.               | Нож у леђа                       |               | детектив Хардрок            | гласовни камео |
| 2020.               | Пројектна снага                  |               | Френк                       | |
| 2022.               | Пинокио                          |               | Цврчак Цврча                | |
| 2022.               | Нож у леђа: Стаклени лук         |               | Мајлсов сат                 | гласовни камео |
| Улоге на телевизији |                                  |               |                             | |
| 1988.               | Странац на мом поседу            |               |                             | ТВ филм |
| 1988.               | Породичне везе                   |               | Даги                        | 2 епизода |
| 1990.               | Убиство, написала је             |               | дечак бр. 1                 | епизода: |
| 1991.               | Промене                          |               | Метју Халам                 | ТВ филм |
| 1991.               | Ћао, драга - Мртав сам           |               | Џош Стадлер                 | ТВ филм |
| 1991.               | Мрачне сенке                     |               | Данијел/Дејвид Колинс       | 11 епизода |
| 1991.               | Кинеска плажа                    |               | Арчи Винслоу са 9 година    | епизода: |
| 1991.               | Квантни скок                     |               | Кајл                        | епизода: |
| 1991.               | Закон у Лос Анђелесу             |               | Рик Берг                    | епизода: |
| 1992.               |                                  |               | Пирс ван Хорн               | 13 епизода |
| 1993.               | Грегори К.                       |               | Грегори Кинзли              | ТВ филм |
| 1993.               | Др. Квин, жена врач              |               | Зак Лосон                   | епизода: |
| 1993.               | Розен                            |               | Џорџ                        | 4 епизоде |
| 1995.               | Бег великог слона                |               | Метју                       | ТВ филм |
| 1996–2001           | Трећи камен од Сунца             |               | Томи Соломон                | 131 епизода номинација - Награда Удружења глумаца за најбољу глумачку поставу у хумористичкој серији (1997−1999)                                                                                                |
| 1998.               | Веселе седамдесете               |               | Бади Морган                 | епизода: |
| 2000.               | На граници могућег               |               | Зак                         | епизода: |
| 2005.               | Број3ви                          |               | Скот Ренолдс                | епизода: |
| 2009.               | Уживо суботом увече              |               | домаћин                     | епизода: Џозеф Гордон-Левит/Дејв Метјуз бенд |
| 2012.               | Уживо суботом увече              |               | домаћин                     | епизода: Џозеф Гордон-Левит/Мамфорд & санс |
| 2014−2015.          | ХитРикорд на ТВ-у                |               | домаћин                     | такође извршни продуцент |
| 2021.               | Ратови звезда: Визије            |               | Џеј (глас)                  | епизода: Татуинска рапсодија; енглеска синхронизација |